# روسلان بيمينوف
روسلان بيمينوف (بالروسية: Руслан Валерьевич Пименов)‏ (مواليد 25 نوفمبر 1981) هو لاعب كرة قدم. يلعب مع منتخب روسيا لكرة القدم. سبق له أن لعب في كأس العالم لكرة القدم مع منتخب بلاده.

## وصلات خارجية
- روسلان بيمينوف على موقع قاعدة بيانات كرة القدم.إي يو (الإنجليزية)
- روسلان بيمينوف على موقع ليكيب (الفرنسية)
- روسلان بيمينوف على موقع ناشيونال فوتبول تيمز (الإنجليزية)